# Karol Jezierski
Karol Jezierski herbu Nowina (zm. 1 października 1826 roku w Warszawie) – poseł ziemi czerskiej na Sejm Czteroletni w 1790 roku, hrabia w Królestwie Kongresowym w 1820 roku.
Był synem kasztelana łukowskiego Jacka i Zofii  z Miszewskich, ojcem Jana Nepomucena.
W 1793 roku został kawalerem Orderu Świętego Stanisława.